# Carex soczavaeana
Carex soczavaeana là một loài thực vật có hoa trong họ Cói. Loài này được Gorodkov mô tả khoa học đầu tiên năm 1930.